# Bill Evans Trio with Symphony Orchestra
Bill Evans Trio with Symphony Orchestra — альбом американского джазового пианиста Билла Эванса и его трио, выпущенный в 1966 году и включающий джазовые аранжировки произведений классических композиторов Гранадоса, И. С. Баха, Скрябина, Форе и Шопена. Трио аккомпанирует оркестр, состоящий из струнных и деревянных духовых инструментов, аранжированный и дирижируемый Клаусом Огерманом. Также включены оригинальные произведения Эванса и Огермана.

## Описание
Вступительная композиция «Granadas» основана на теме «девушки» из «Девушки и соловья» Гранадоса из его фортепианной сюиты «Гойескас», но не использует тему «соловья». Два оригинальных произведения Эванса, «Time Remembered» и «My Bells», ранее были записаны квинтетом под руководством Эванса с участием саксофониста Зута Симса и гитариста Джима Холла; но поскольку пианист не одобрил выпуск этого альбома, который появился только посмертно, эти произведения впервые были представлены публике. Пьеса Огермана «Elegia» адаптирована из его Концерта для оркестра и джазового фортепиано.
Эванс заявил: «Мне очень понравилось работать над этим альбомом с Клаусом, и я выражаю ему глубочайшее уважение и восхищение». В 1974 году пианист выпустил ещё один оркестровый альбом с Огерманом — Symbiosis.
В 1967 году компания Hellas Music Corp опубликовала сборник транскрипций аранжировок для пластинки Bill Evans Trio with Symphony Orchestra. Запись была выпущена на компакт-диске компанией Verve Records в 1984 году.

## Приём
| Оценки критиков                      | Оценки критиков |
| Источник                             | Оценка          |
| ------------------------------------ | --------------- |
| DownBeat (Оригинальный релиз)        | [ 6 ]           |
| AllMusic                             | [ 7 ]           |
| All About Jazz                       | (положительная) |
| The Penguin Guide to Jazz Recordings | [ 9 ]           |

Альбом разделил мнения критиков. Скотт Яноу заявил в своём обзоре AllMusic : "Это сотрудничество … довольно скучное … одна из наименее значимых записей Билла Эванса, слабая попытка третьего потока ".
В отличие от этого, Роджер Крейн в своей рецензии на All About Jazz пишет: "Несмотря на то, что некоторые критики отвергли этот компакт-диск с аранжировками Клауса Огерманна [так в оригинале], он очень хорош. Эванс очень гордился этим альбомом. Огерманн написал нежно-романтические, а не навязчивые композиции, и это даёт Эвансу и его трио (с басистом Чаком Израэлсом и барабанщиком Грейди Тейтом) пространство для манёвра. Композиция Эванса «My Bells» — одна из самых сильных.
Биограф Эванса Кит Шедвик написал, что альбом «часто списывался со счетов как нечто вроде коммерческой аберрации в карьере пианиста, но этот автор не видит причин для этого. Это искренняя, хотя и несколько консервативная попытка объединить джаз и классику, используя материал, восприимчивый к такому виду аранжировки. Он также часто довольно красив, всегда со вкусом и приятно расслабляет». Он выделил исполнение произведений Гранадоса, Форе и Огермана для особой похвалы.
Композитору Джонни Мэнделу альбом очень понравился, а Тони Беннетт «объявил его одним из своих самых любимых альбомов».

## Список треков
1. «Granadas» — 5:54
2. «Valse»- 5:52
3. «Prelude» — 3:01
4. «Time Remembered» — 4:10
5. «Pavane» — 4:01
6. «Elegia (Elegy)» — 5:12
7. «My Bells» — 3:48
8. «Blue Interlude» — 6:04

## Персонал
- Билл Эванс — фортепиано
- Чак Израэлс — бас-гитара
- Грейди Тейт — ударные (в буклете компакт-диска написано: «Ларри Банкер или Грейди Тейт, ударные»[14]. Однако Израэльс подтвердил, что на этих сессиях играл Тейт, и похвалил его вклад[3]. Тейт указан в качестве барабанщика в дискографии Петтингера[15] и в онлайн-дискографии Билла Эванса[16])
- Ларри Банкер — барабаны (предположительно)
- Неопознанные струнные и деревянные духовые инструменты в аранжировке и под управлением Клауса Огермана

## Производство
- Крид Тейлор — продюсер
- Руди Ван Гелдер — звукорежиссёр[14]